# Windows Movie Maker
Windows Movie Maker (conocido como Windows Live Movie Maker en las versiones 2009 y 2011) es un programa de edición de vídeos descontinuado, creado por Microsoft. Formaba parte del paquete Windows Essentials y permitía crear y modificar vídeos, así como publicarlos en las plataformas de Internet OneDrive, Facebook, Vimeo, YouTube, Windows Live Groups y Flickr. Es equiparable al iMovie de Apple.
Su última versión se lanzó en 2012 junto con el paquete Windows Essentials. Cinco años después, concretamente el 10 de enero de 2017, fue descontinuado y lo sustituyó la app Editor de vídeo (antes Microsoft Story Remix) que se incluye como parte de Fotos Microsoft en Windows 10.

## Historia
Windows Movie Maker se introdujo por primera vez en Windows ME, con funciones básicas de dividir y pegar vídeos en uno solo. La versión 2.0 fue liberada como una actualización gratuita en noviembre de 2002, y añadió una serie de nuevas características. La versión 2.1, una actualización menor, se incluye en Windows XP Service Pack 2.
En Windows XP la versión 1.1 mejoró el guion gráfico y el modo de tiempo, además de avanzada importación desde cámaras DV, Firmware y analógico. En noviembre de 2002 apareció la versión 2.0 y la versión 2.1 en el Service Pack 2 de Windows XP. En las últimas versiones añade una gran cantidad de mejoras. Usando un capturador de vídeo, es posible importar de fuente analógicas (VHS, Betamax, webcams)

## Versiones de Movie Maker

### Windows Vista
Llegó con la versión 6.0 del editor y agregó nuevos efectos, así como la capacidad de crear vídeo compatible con Xbox 360. La función para capturar VHS, Betamax y webcams fue eliminada. Sólo las versiones Premium y Ultimate del sistema operativo tienen la capacidad de importar vídeo de cámaras HDV (cintas de vídeo en alta definición).
Como algunos sistemas más antiguos podían no ser capaces de ejecutar la nueva versión de Windows Movie Maker, Microsoft también lanzó una versión anterior, la 2.6 para Windows Vista en Microsoft Download Center. Esta versión incluye los viejos efectos y transiciones, y es básicamente el mismo que el Windows Movie Maker 2.1, pero sin la capacidad para capturar vídeo. La instalación requiere Windows Vista y sólo está pensado para su uso en equipos antiguos que no pueden ejecutar la versión normal.

### Windows Live 2009
Una nueva versión del software, rebautizado como Windows Live Movie Maker 2009, lanzó su versión beta el 17 de septiembre de 2008, y oficialmente funcionaba como un producto independiente a través de la suite de Windows Live Essentials, el 19 de agosto de 2009. Este fue efectivamente un software completamente nuevo, ya que no podía leer los proyectos creados con versiones anteriores y no soportaba las transiciones XML personalizadas o escritas para las versiones anteriores. Además, se han eliminado una gran cantidad de características.
La interfaz de Movie Maker fue rediseñada en la versión de Windows Live para utilizar una barra de herramientas de la cinta similar a Microsoft Office 2007; Asimismo, han añadido características tales como "Auto Movie" y la capacidad de exportar vídeos directamente a DVD y a YouTube. Algunas de las funciones avanzadas también se retiraron del software, tales como estabilización de imagen y la posibilidad de grabar la voz en off. 
Movie Maker 2009 fue soportado tanto en Windows Vista y Windows 7. En la versión anterior de Windows Movie Maker ya no estaba incluido en el sistema operativo, la única manera de obtener el nuevo Movie Maker fue tener Windows 7 y más tarde fue a través de la descarga de la suite Windows Live Essentials.
Una versión actualizada, Windows Live Movie Maker 2011, fue liberada el 17 de agosto de 2010, con la adición de características tales como la captura de cámara web, soporte para vídeo de alta definición, la posibilidad de subir vídeos directamente en SkyDrive y Facebook, y la posibilidad de añadir archivos multimedia almacenados en recursos compartidos.

### Windows Essentials 2012 (Windows Movie Maker 2012)
Tras descontinuarse la marca Windows Live (y el cambio de nombre de la suite Windows Live como Windows Essentials), Windows Movie Maker 2012 fue publicado en agosto de 2012, incluido en el paquete de Windows Essentials. El soporte para grabación de voz en off fue restaurado, junto con un mezclador de audio y la integración con varios servicios gratuitos de música. H.264 / MP4 se convirtió en el formato de exportación por defecto (en sustitución de Windows Media Vídeo), se introdujo soporte para cargar a Vimeo, y la estabilización de vídeo acelerada por hardware también se añadió como una característica exclusiva para los usuarios de Windows 8.

### Momentos especiales (Windows 8.1 y 10)
Una app de Windows 8.1 con capacidad básica de edición, transiciones y música, pero sin las avanzadas capacidades en fuente externas del Movie Maker original. Los vídeos generados por esta app están limitados a 60 segundos.

### Actualidad
Aparentemente Microsoft abandonó la producción de Movie Maker, no lanzando una versión estable desde hace más de ocho años. Durante un tiempo ha existido la posibilidad de encontrarlo al descargar el paquete Windows Essentials 2012 desde la página oficial de Microsoft, sin embargo, desde el 10 de enero de 2017 Windows ha dejado de dar soporte y ofrecer la descarga. De momento se ha sabido que aquellos equipos que tengan instaladas aplicaciones como Windows Movie Maker continuarán pudiendo utilizarlas como hasta el día de hoy, mientras que Windows advierte de los riesgos que podrían correr aquellos que decidan instalarlo tras la fecha de fin de soporte.

## Requisitos mínimos para ejecutar Windows Movie Maker 2012
Sistema operativo. Windows 7 (versiones de 32 bits o 64 bits), Windows 8 (versiones de 32 bits o 64 bits), Windows 8.1 (versiones de 32 bits o 64 bits) o Windows 10 (versiones de 32 bits o 64 bits)
Memoria. 1 GB de RAM (se recomienda un mínimo de 2 GB de memoria RAM para editar vídeos en alta definición)
Procesador. Procesador de 2,4 GHz (individual) como mínimo (se recomienda un procesador de doble núcleo o superior para editar vídeos en alta definición)
Navegador de Internet. Internet Explorer 7 (o posterior), Mozilla Firefox 3.0.1 (o posterior) o Safari 3.1 (o posterior)
Conexión a Internet. No se necesita conexión a Internet para utilizar Windows Movie Maker 2012, pero sí para subir el vídeo a YouTube o a otra red social.
Tarjeta gráfica o de vídeo. Tarjeta o controlador de vídeo compatible con Microsoft DirectX 10.0 (o versiones posteriores) y Pixel Shader 2.0 (o versiones posteriores). Para temas relacionados con el hardware de DirectX en Windows 7, ve a Windows Update.